# Arche de la Défense
Arche de la Défense (Grande Arche) poslovna je zgrada u četvrti La Défense zapadno od Pariza, na teritoriju općine Puteaux. Izgrađena je na povijesnoj pariškoj osi i otvorena 1989. godine za dvjestote obljetnice Francuske revolucije pod imenom Grande Arche de la Fraternité. François Mitterrand, tada u prvom mandatu na mjestu predsjednika Francuske, smatra se zaslužnim za izgradnju.[nedostaje izvor]
Zgradu je projektirao danski arhitekt Johan Otto Von Spreckelsen.

## Vanjske poveznice
- Osnovne informacije o građevini  Arhivirana inačica izvorne stranice od 13. srpnja 2021. (Wayback Machine) (fr, en)